# Bayern und die Kernkraft – Politik unter Strom
Bayern und die Kernkraft – Politik unter Strom (Von Garching bis Wackersdorf – Der ewige Streit um die Atompolitik) ist ein Dokumentarfilm von Hans Hinterberger vom Bayerischen Rundfunk.

## Inhalt
Beginnend mit den historischen Gegebenheiten und der Euphorie der 1950er Jahre mit der Atomkraft die Lösung der Energieversorgung des Landes gefunden zu haben, setzte das Bundesland mit den Orten Gundremmingen, Ohu, Garching, Kahl am Main, Wackersdorf auf gesellschaftlichen Fortschritt. Doch sind mit dem Aufbruch auch Ängste, Rückschläge und das letztendlich das atomare Aus verbunden. Der Film zeigt auf, wie Politiker, Umweltschützer, Anwohner und Forscher beim Thema Kernenergie bis heute gespalten sind. Seit dem Streit um die atomare Wiederaufbereitungsanlage Wackersdorf stehen sich zwei Seiten unversöhnlich gegenüber.
Die dokumentarisch Handelnden sind u. a. Wilhelm Hoegner, der voller Stolz auf das erste AKW in Bayern blickt, Wolfgang Reinicke (HdBG), der historische Zusammenhänge erläutert und Ausstellungsstücke der damaligen Zeit verwaltet. Michael Well, ein kritischer Musiker, kämpfte mit kulturellen Mitteln gegen die Atomkraft. Kraftwerksmitarbeiter Alfred Reisert kommt zu Wort und erklärt, wie begeistert er an dem ersten AKW in Bayern mitgearbeitet hatte, während Ingenieur Walter Hackel davon berichtet, welche offenen Fragen aufgrund fehlender Regelungen herrschten, sodass Baugenehmigungen möglich waren, die ein einfacher Landrat genehmigen konnte und kaum mehr als 12 Seiten umfasste. Anfangs wurde das Gelände auch nur mit einem einfachen Maschendrahtzaun gesichert. Erst mit zunehmenden Gefährdungdanalysen änderte sich dies.
Uwe Stoll von Gesellschaft für Anlagen- und Reaktorsicherheit (GRS) berichtet von zu erwartenden Problemen, auch wenn sich Franz Josef Strauß aktiv für den Bau der Werke einsetzte, was sein Generalsekretär Erwin Huber skeptisch betrachtet. Leo Schäffler, ehem. Bürgermeister von Gundremmingen kommt zu Wort und in einem historischen Interview erwartet er keinerlei Probleme durch das neue Kraftwerk. Zeitgleich wachsen aber die Proteste und Christian Magerl äußert sich als Vertreter des Bündnis 90/Die Grünen, das von Anfang an bis heute keine Lösung für den anfallenden Atommüll besteht. Auch wurden geplante AKWs zum Teil nicht gebaut, weil mitunter Bauern ihr Land dafür nicht hergeben wollten und die zunehmenden Proteste sich bei dauerhaften Demonstrationen bei Wackersdorf manifestierten. Mit dem Unfall in Tschernobyl am 26. April 1986 erreichten die Diskussionen eine neue Dimension der Gegenbewegungen und enden in einem Umlenken der Bundesregierung. So kommen auch Gerhard Schröder, Edmund Stoiber, Angela Merkel und Markus Söder zu Wort, die einerseits den Ausstieg aus der Atomenergie akzeptieren, aber dennoch Laufzeitverlängerungen der Werke beschließen. Zwar rüttelt ein neues Unglück erneut auf, doch nach dem Kriegsbeginn in der Ukraine bleiben die Politiker skeptisch was den endgültigen Ausstieg betrifft. Für Bayern wurde aber entschieden im April 2023 USAR 2 abzuschalten.